# 베를린 대관구
베를린 대관구(독일어: Gau Berlin)는 1933년부터 1945년까지 있었던 나치 독일의 대관구 중 하나로, 독일의 수도인 베를린의 행정 구역 중 하나였다. 그전까지인 1928년부터 1933년까지는 나치당 지역당의 세부 구역 중 하나였다. 1925년부터 1928년까지는 베를린 대관구는 베를린-브란덴부르크 대관구의 일부였으나 1928년 베를린 대관구와 브란덴부르크 변경대관구로 분리되었다.

## 역사
원래 나치의 대관구(Gau) 조직은 1926년 5월 22일 나치당 회의에서 지역당 조직 구조 개선을 목적으로 창립한 구역이었다. 이후 1933년 나치가 독일의 권력을 장악하면서 독일의 주 단위 행정구역이 당의 대관구 행정구역으로 대체되었다.
각 대관구를 지휘하는 대관구지휘자는 점점 더 권력이 세지면서 제2차 세계 대전 이후에는 외부에서 거의 간섭을 받지 않았다. 지역 대관구지휘자는 정당 행정 뿐 아니라 정부 직책에도 관여하여 선전 감시 등 다양한 작전을 수행했으며, 1944년 9월 이후에는 국민돌격대 소집과 각 대관구 방어작전 역할도 맡았다.
베를린 대관구의 대관구지휘자는 수립부터 해체 내내 요제프 괴벨스 혼자 맡았다. 그는 1945년 5월 1일 자살하였다.